# Teatr lalek
Teatr lalek – rodzaj teatru, w którym zamiast aktorów w spektaklach grają lalki.
Głównym środkiem wyrazu jest lalka teatralna animowana przez aktora-lalkarza, najczęściej ukrytego za parawanem, czasem występującego razem z lalką na scenie. Lalki mogą też być poruszane przez mechanizm (mechaniczny teatr lalek). Podstawowe typy lalek teatralnych: pacynka, kukiełka, jawajka, marionetka, lalka cieniowa.

## Historia

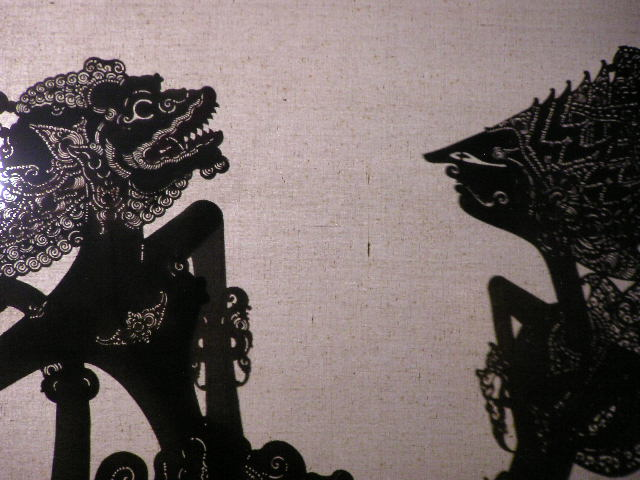
Teatr cieni, Dżakarta w Indonezji

Teatr lalek wywodzi się z obrzędów kultowych, najwcześniejsze jego ślady znajdujemy w starożytnym Egipcie, później w Azji, Europie i na kontynencie amerykańskim. Teatr lalek rozwijał się równolegle z teatrem żywego aktora i przechodził te same fazy rozwoju. W starożytnej Europie uprawiany w Grecji i Rzymie, w średniowieczu przedstawiał repertuar religijny (m.in. misteria na Wielkanoc i Boże Narodzenie) oraz świecki.
Według legend z czasów starożytnych Indii pierwszego lalkarza i lalkę stworzył Brahma jako rozrywkę dla swej żony Saraswati. Jednakże gdy Saraswati zaniedbała swoje obowiązki ze względu na ciągłe oglądanie przedstawień Brahma zesłał lalkarza i jego lalkę na ziemię. Historyczne początki tej sztuki w Indiach sięgają VI wieku p.n.e. Sztuka ta rozwijała się tutaj w dwu nurtach - trójwymiarowych marionetek i płaskich lalek teatru cieni.
W okresie renesansu i baroku stworzył własnych bohaterów komedii dell’arte, którzy stali się typowymi postaciami tego teatru w swoich krajach, np.: Pulcinella we Włoszech, Poliszynel we Francji, Punch w Anglii, Hanswurst i Kacperek w Niemczech itp.
W znacznym stopniu do rozwoju teatru lalek przyczynili się romantycy pisząc sztuki i traktaty o tym teatrze (m.in. H. von Kleist, J.W. Goethe, G. Sand). W połowie XIX w. dostrzeżono dydaktyczne i wychowawcze możliwości teatru lalek i zaczęto tworzyć repertuar adresowany do dzieci (1858 w Monachium pierwszy stały teatr lalek dla dzieci J. Schmida i F. Pocciego, 1900 w Warszawie – Teatr Lalek M. Weryho).
Duże zainteresowanie okazali teatralnej lalce moderniści, futuryści, pisząc dla teatru lalek dramaty (np. M. Maeterlinck, F. Wedekind, A. Schnitzler), szukając w nim idealnego aktora (m.in. E.G. Craig, W. Briusow, A. Bieły, W. Meyerhold). Na początku XX w. wykorzystaniem lalki w teatrze zainteresowali się plastycy i architekci, jak E. Autant, który wraz z żoną, aktorką L. Larą, założył teatr Art et Action (1914). W 1929 na zjeździe w Pradze powstała Międzynarodowa Unia Lalkarska (UNIMA).
W XX w. coraz częściej w teatrze lalek spotyka się obok lalki – aktora lub maskę, animatorzy często odkrywają swój warsztat wychodząc zza parawanu, rozwija się tzw. teatr przedmiotu, w którym przedmioty otrzymują funkcję postaci scenicznych.